# Harmony of the spheres
Harmony of the spheres è un album pubblicato nel 2002 che racchiude brani inediti, rari o live di alcuni dei progetti di Fabio Zuffanti e dei Finisterre.

## Tracce
Disco 1
1. Al Piedi Della Grande Montagna (Finisterre) - 6:35
2. The Fall (Finisterre) - 7:48
3. Harlequin (Finisterre; tributo ai Genesis) - 3:12
4. Refugees (Finisterre; tributo ai Van der Graaf) - 5:53
5. Nimrodel (Finisterre; tributo ai Camel) - 9:37
6. Alta Loma (Finisterre; live) - 8:25
7. Vorrei Incontrarti (Höstsonaten; inedito) - 5:40
8. Sea Song (Höstsonaten; tributo alla Canterbury Scene) - 4:25
9. Asia (Finisterre; demo) - 5:45
10. Cantoantico (Finisterre; demo) - 11:17
11. I-II-III-IV (assolo di Boris Valle) - 7:58

Disco 2
1. SYN (Finisterre; live) - 15:57
2. Dal Chaos (Finisterre; live) - 4:32
3. Isis (Finisterre; live) - 8:35
4. The Garden (Höstsonaten; inedito) - 13:56
5. Morning (Höstsonaten; inedito) - 10:00
6. Seascape (Höstsonaten; inedito) - 4:51
7. Tecnicolor 2100 (Quadraphonic) - 19:31